# Palmer, Illinois
Palmer là một làng thuộc quận Christian, tiểu bang Illinois, Hoa Kỳ. Năm 2010, dân số của làng này là 229 người.

## Dân số
Dân số qua các năm:
- Năm 2000: 248 người.
- Năm 2010: 229 người.